# Episodi di You're the Worst (quarta stagione)
La quarta stagione della serie televisiva You're the Worst è stata trasmessa in prima visione negli Stati Uniti d'America su FXX dal 6 settembre al 15 novembre 2017.
In Italia la stagione è inedita.
| n° | Titolo originale                  | Titolo italiano | Prima TV USA      | Prima TV Italia |
| -- | --------------------------------- | --------------- | ----------------- | --------------- |
| 1  | It's Been, Part 1                 |                 | 6 settembre 2017  |                 |
| 2  | It's Been, Part 2                 |                 | 6 settembre 2017  |                 |
| 3  | Odysseus                          |                 | 13 settembre 2017 |                 |
| 4  | This Is Just Marketing            |                 | 20 settembre 2017 |                 |
| 5  | Fog of War, Bro                   |                 | 27 settembre 2017 |                 |
| 6  | There's Always a Back Door        |                 | 4 ottobre 2017    |                 |
| 7  | Not a Great Bet                   |                 | 11 ottobre 2017   |                 |
| 8  | A Bunch of Hornballs              |                 | 18 ottobre 2017   |                 |
| 9  | Worldstar!                        |                 | 25 ottobre 2017   |                 |
| 10 | Dad-Not-Dad                       |                 | 1º novembre 2017  |                 |
| 11 | From the Beginning, I Was Screwed |                 | 8 novembre 2017   |                 |
| 12 | Like People                       |                 | 15 novembre 2017  |                 |
| 13 | It's Always Been This Way         |                 | 15 novembre 2017  |                 |